# سورگوم شیرین

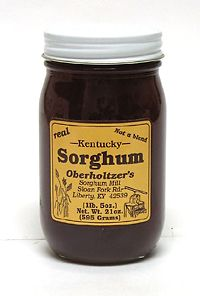
یک شیشه از شیره ذرت خوشه‌ای شیرین

سورگوم شیرین یا ذرت خوشه‌ای شیرین (به انگلیسی: Sweet sorghum) یکی از گونه‌های مختلف گیاه ذرت خوشه‌ای است که دارای قند بالایی است. ذرت خوشه‌ای شیرین یک نوع علف است که تحت شرایط گرم و خشک به خوبی رشد می‌کند این علف در درجه اول برای علوفه دام و تولید شیره استفاده می‌شود. این شیره در برخی از مناطق ایالات متحده به نام شیره نیشکر یا «شیره ذرت خوشه‌ای» یافت می‌شود.

## کشت
ذرت خوشه‌ای شیرین به‌طور گسترده در ایالات متحده از سال ۱۸۵۰ به عنوان جایگزین شکر کشت می‌شود و بیشتر به شکل شیره ذرت خوشه‌ای استفاده می‌شود. از سال ۱۹۰۰ در ایالات متحده سالانه ۲۰ میلیون گالن از شیره ذرت خوشه‌ای شیرین تولید می‌شود ساخت شیره از ذرت خوشه‌ای (جایگزین نیشکر) کار بسیار دشواری است. پس از جنگ جهانی دوم، در جنگ جهانی اول تولید شیره ذرت خوشه‌ای به شدت کاهش یافت. در حال حاضر سالانه، کمتر از ۱ میلیون گالن آمریکایی (3800 M3) در ایالات متحده تولید می‌شود.
بیشترین ذرت خوشه‌ای کشت شده برای تولید شیره در آلاباما، آرکانزاس، جورجیا، آیووا، کنتاکی، می‌سی‌سی‌پی، کارولینای شمالی و تنسی می‌باشد.

## موارد استفاده
از شیره ذرت خوشه‌ای در بیسکویت گرم که یک صبحانه سنتی در جنوب ایالات متحده متحده است استفاده می‌شود
در هند، و مکان‌های دیگر، ساقه ذرت خوشه‌ای شیرین را با فشردن آب و سپس تخمیر آن به اتانول، برای تولید سوخت زیستی استفاده می‌کنند.
یک مطالعه توسط مؤسسه بین‌المللی تحقیقاتی نباتات برای نواحی نیمه خشک (ICRISAT) نشان داد که کشت ذرت خوشه‌ای شیرین به جای ذرت خوشه‌ای می‌تواند درآمد کشاورزان به میزان ۴۰ دلار در هر هکتار افزایش دهد به علاوه از آن می‌توان به عنوان علف دام و سوخت زیستی نیز استفاده کرد